# Amber Rudd
Amber Rudd (teljes nevén Amber Augusta Rudd) (London, 1963. augusztus 1. –) brit parlamenti képviselő, volt miniszter.

## Életpályája
2019. szeptember 7-én levében lemondott  munka- és nyugdíjügyi miniszteri pozíciójáról, tiltakozásként Boris Johnson miniszterelnök Brexittel kapcsolatos politikájával szemben. Azt állította, hogy a kormány tevékenységének nagy részében nem is törekszik a rendezett Brexit létrehozására.  Rudd a konzervatív pártból is kilépett és függetlenként folytatja képviselői munkáját.
2019. október 30-án bejelentette, hogy nem indul  a 2019-es parlamenti választáson.